# سایوز تی‌ام‌ای-۲۱
سایوز-تی‌ام‌ای-۲۱ (به روسی: Союз )(به معنای اتحاد) یک مأموریت سرنشین دار سازمان ملی فضانوردی روسیه به سمت ایستگاه فضایی بین‌المللی محسوب می‌شود.

این مأموریت در سالروز ۵۰ سالگی نخستین پرواز سرنشین‌دار بشر که یوری گاکارین را حمل می‌کرد به فضا پرتاب شد. همچنین فضاپیمای این مأموریت وظیفه ارسال و بازگرداندن تعدادی از فضانوردان گروه اعزامی ۲۷ و گروه اعزامی ۲۸ را نیز بر عهده داشت.

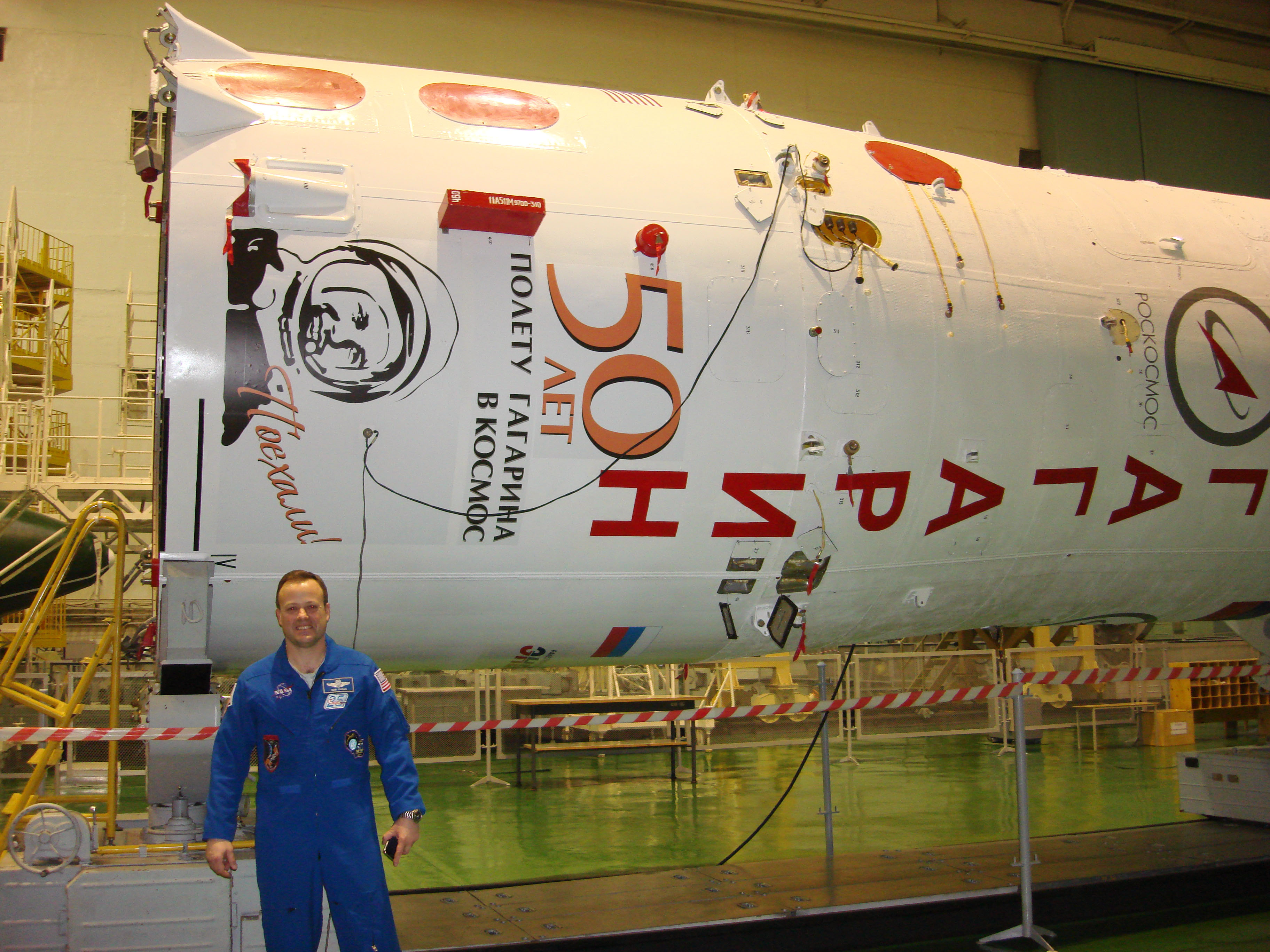
رونالد جی. گاران، جونیور. در مقابل موشکی که تصویری از گاگارین بر آن نقش بسته‌است

## خدمه مأموریت
| نام                       | ملیت                | تعداد پرواز | نقش عملیاتی | تصویر |
| الکساندر ساموکوتیایف      | روسیه               | ۱           | فرمانده     |       |
| آندری بوریسنکو            | روسیه               | ۱           | مهندس پرواز |       |
| رونالد جی. گاران، جونیور. | ایالات متحده آمریکا | ۲           | مهندس پرواز |       |

## نگارخانه

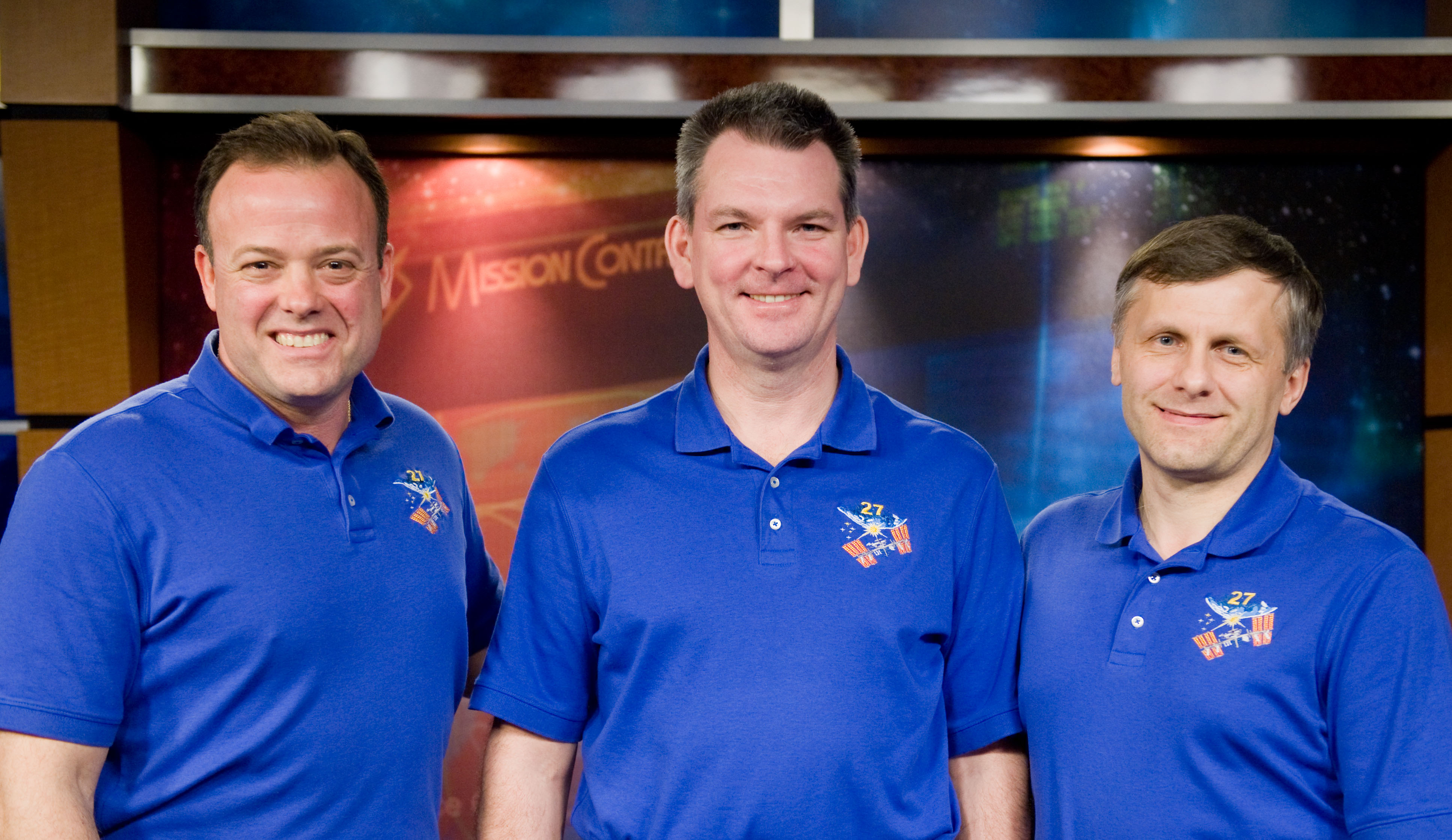
فضانوردان تی‌ام‌ای-۲۱
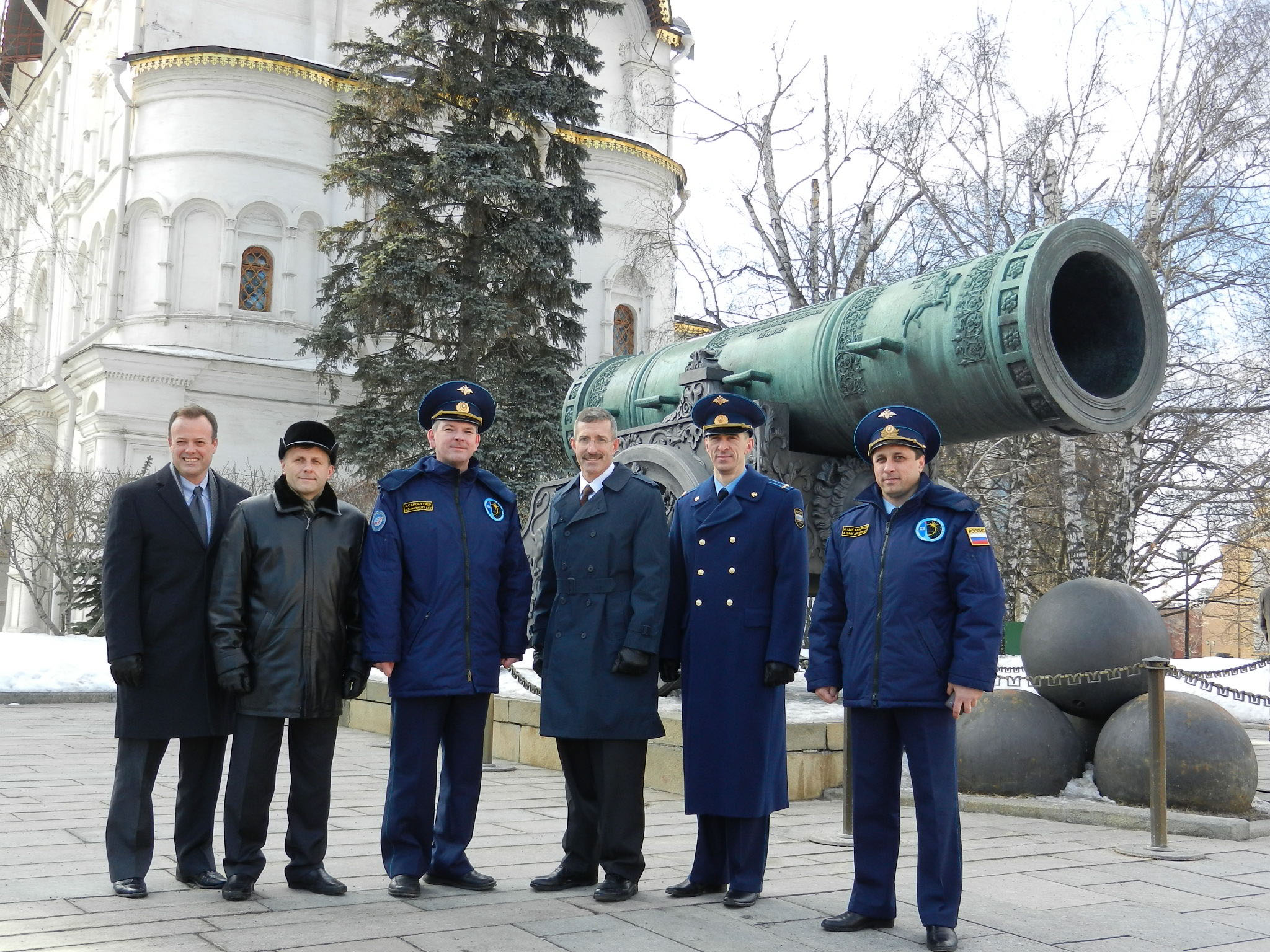
فضانوردان اصلی و پشتیبان تی‌ام‌ای-۲۱
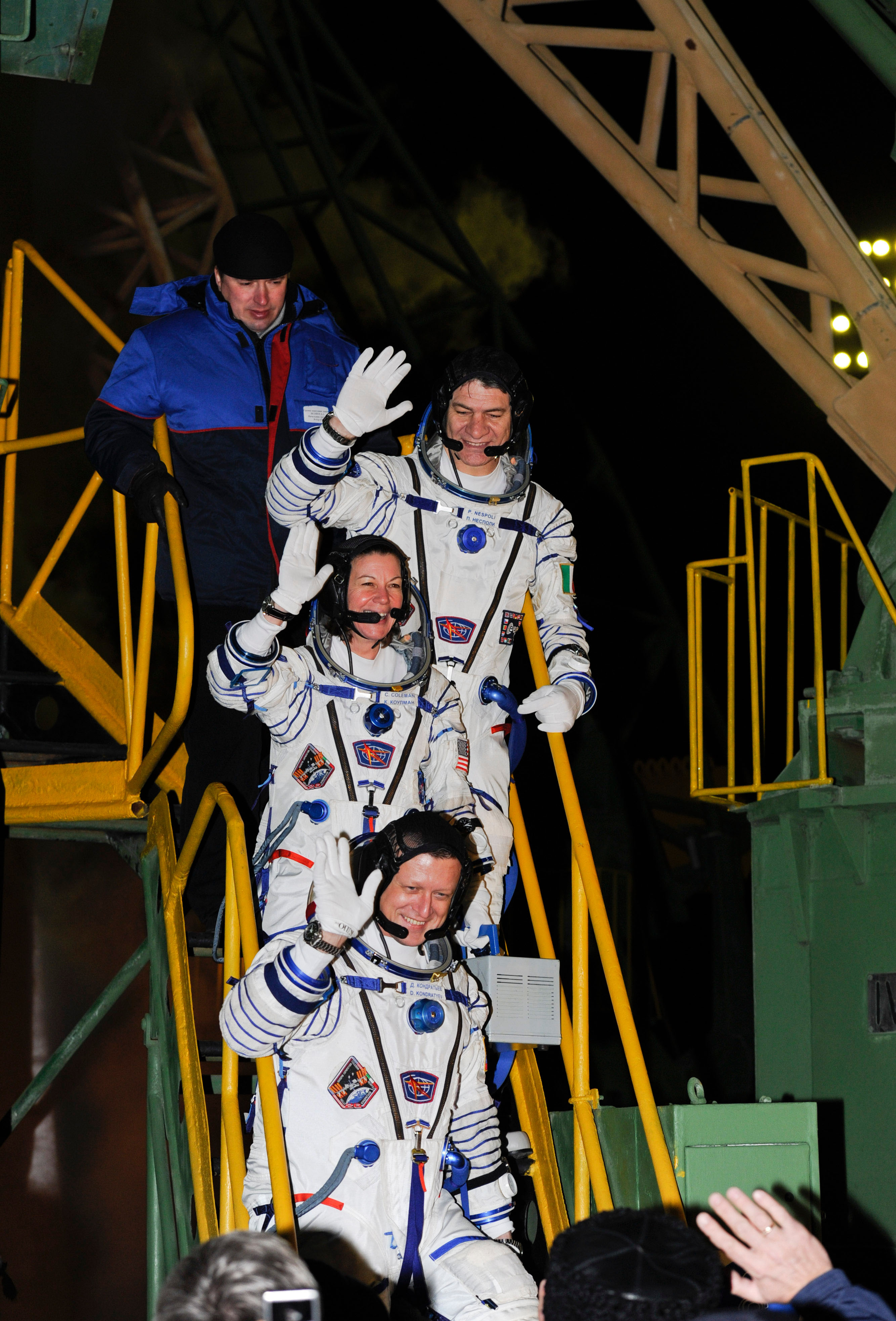
پیش به سوی پرتاب
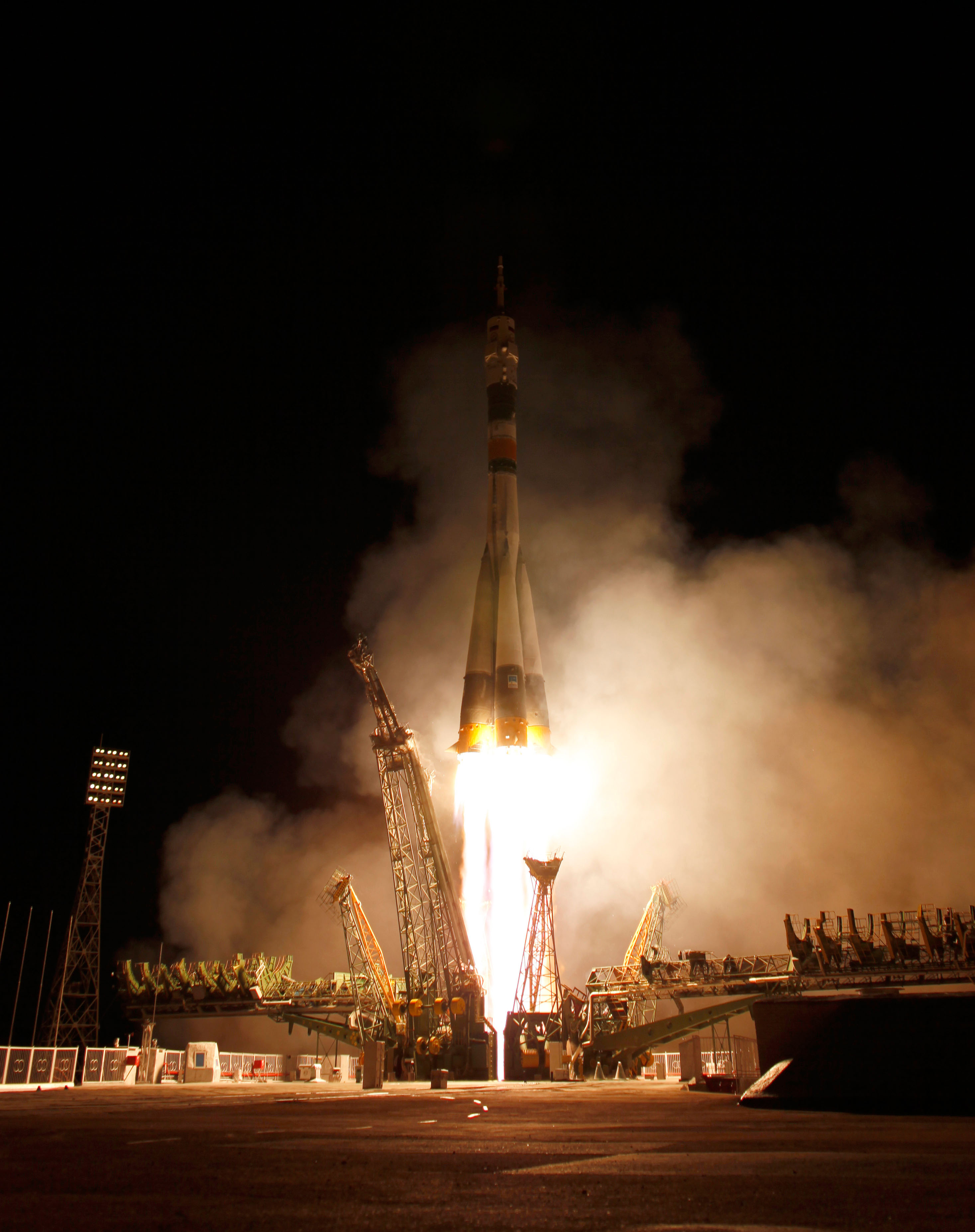
پرتاب تی‌ام‌ای-۲۱
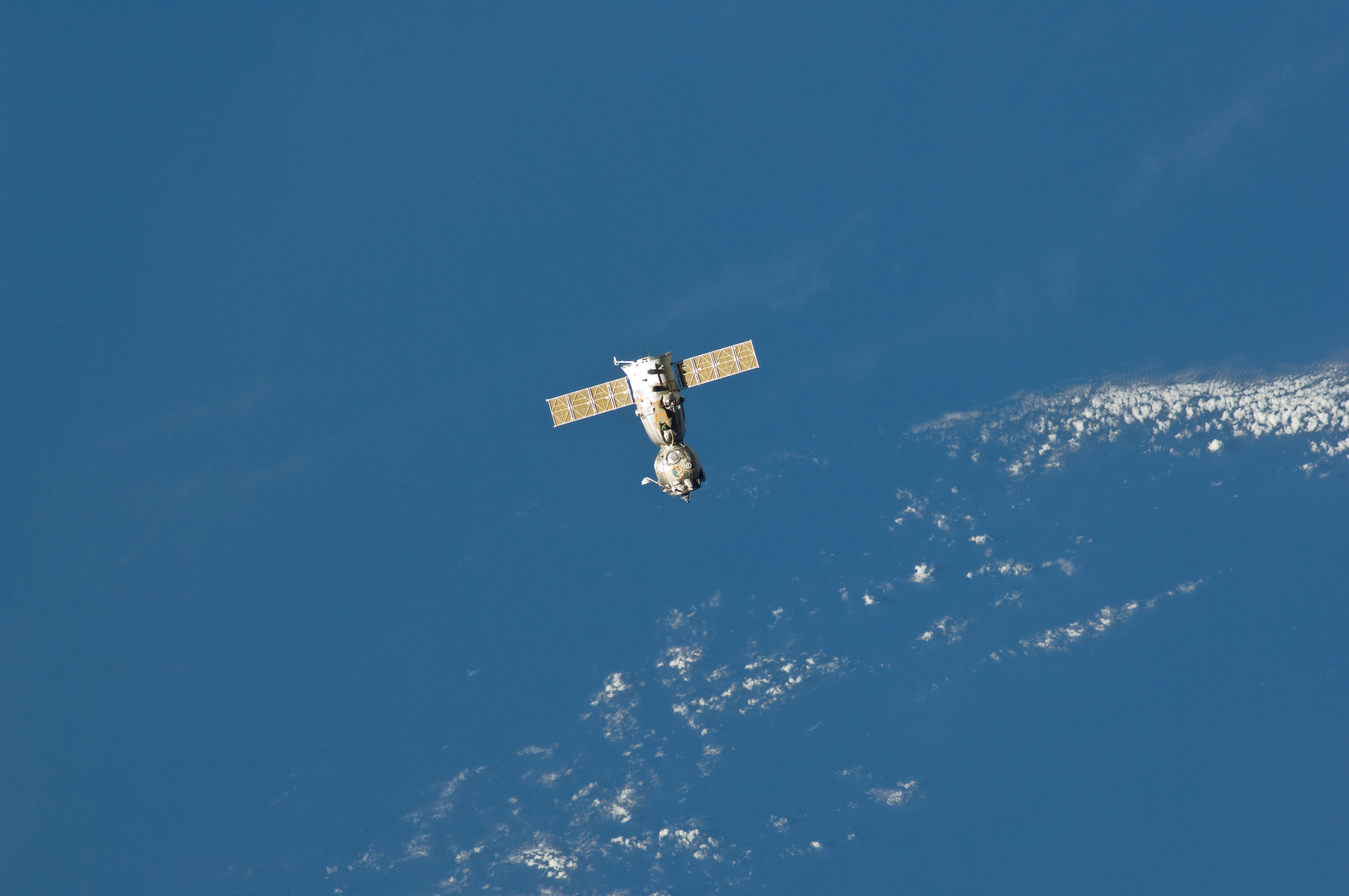
تی‌ام‌ای-۲۱ در راه بازگشت به زمین
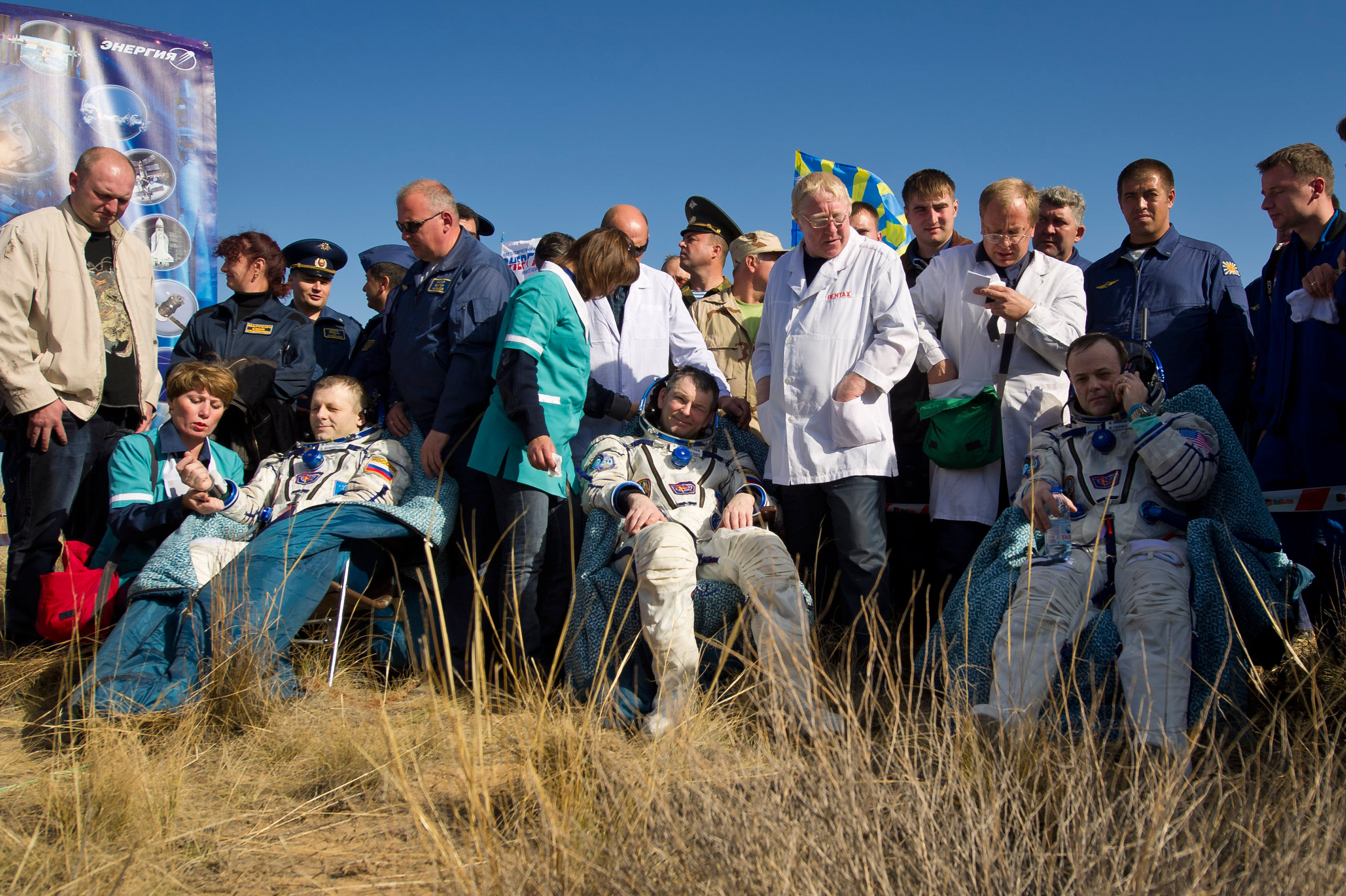
فرود تی‌ام‌ای-۲۱